# Eugen Dollmann

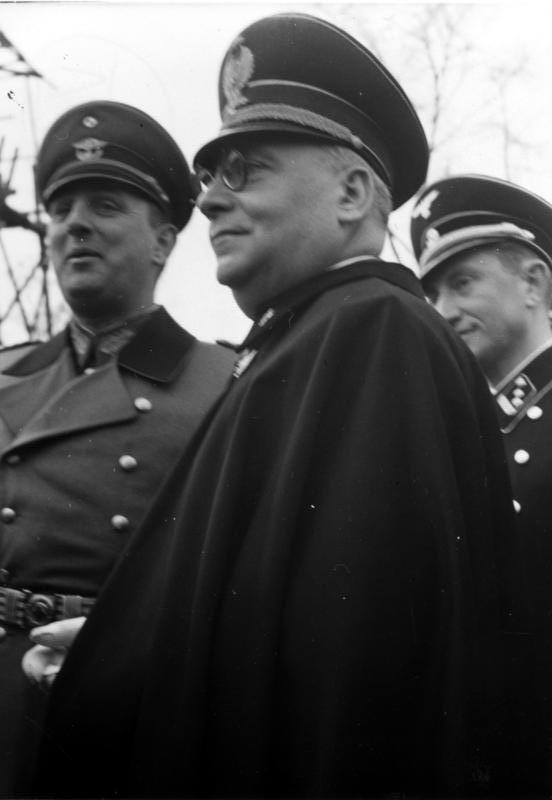
V. l. n. r.: Kurt Daluege, Exzellenz Palma, Dollmann

Eugen Dollmann (* 8. August 1900 in Regensburg; † 17. Mai 1985 in München) war ein deutscher Diplomat und SS-Angehöriger.

## Leben
Eugen Dollmanns Eltern waren Paula Dollmann, geborene Schummerer, und Stefan Dollmann. Eugen Dollmann promovierte 1926 an der Ludwig-Maximilians-Universität München zum Doktor der Philosophie. Von 1927 bis 1930 studierte Dollmann in Rom die Geschichte der Farnese und italienische Kunst. Damals traf er auf der Piazza di Spagna Heinrich Himmler, der ihn Karl Wolff vorstellte. 1934 starb Dollmanns Mutter und er wurde Italienkorrespondent der Münchner Neueste Nachrichten.
Zum 1. Februar 1934 trat er der NSDAP bei (Mitgliedsnummer 3.402.541) und wurde 1935 Leiter der Presseabteilung der NSDAP/AO in Italien.
1937 trat Dollmann auf eigenen Wunsch in die SS ein. 1938 wurde er SS-Hauptsturmführer, wenige Monate später Major, ab 1941 Oberstleutnant und ab November 1943 Oberst, bei der SS „Standartenführer“ genannt. Dollmann war Sonderbeauftragter der SS (SS-Nummer 289.259) in Italien.
Ab Ende November 1937 begleitete Dollmann die Familie von Himmler bei ihrer Italienreise und dann auch Anfang Dezember in Libyen. 1938 traf Dollmann Eva Braun in Florenz.

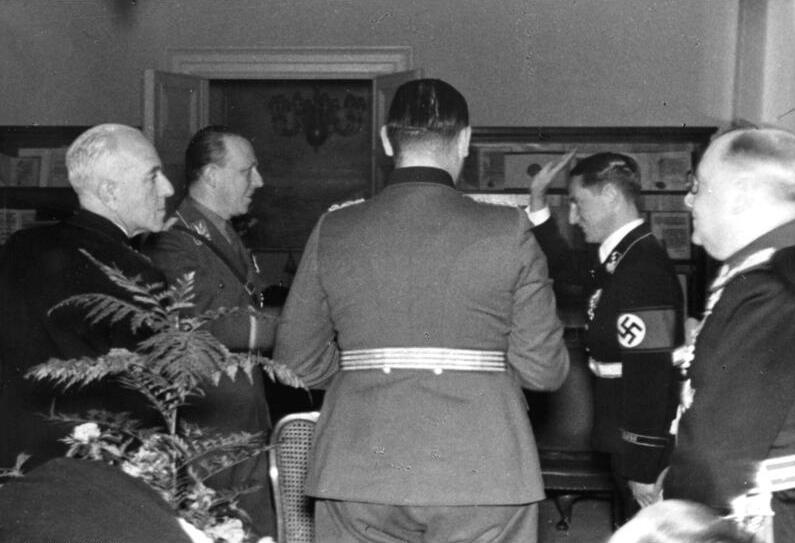
V. l. n. r.: Italienischer Polizeioffizier, Graf Helldorff, Kurt Daluege (nur mit Rücken zu sehen), Dollmann (als Vertreter Himmlers in Rom), Exzellenz Palma.

Ab 1939 war Dollmann an der Botschaft des Deutschen Reichs beim Heiligen Stuhl akkreditiert, ohne jedoch anfangs eine bestimmte diplomatische Funktion einzunehmen.
Während der deutschen Besetzung Roms diente er Eberhard von Mackensen und Albert Kesselring zum Zeitpunkt, als diese Befehlshaber bei den Kriegsverbrechen in den  Ardeatinischen Höhlen am 24. März 1944 waren. In der Italienischen Sozialrepublik vom 23. September 1943 bis 25. April 1945 hatte er die Funktion eines Befehlshabers der Polizei und war Adjutant von Karl Wolff in seiner Villa in Gardone Riviera am Gardasee.
Am 20. Juli 1944 dolmetschte Dollmann bei Gesprächen zwischen Adolf Hitler und Benito Mussolini.
Um den 8. Mai 1945 fand Dollmann Schutz vor einer strafrechtlichen Ahndung seiner Beteiligung an Kriegsverbrechen bei Alfredo Ildefonso Schuster in Mailand, mit dem er schon Bestrebungen des Deutschen Reichs nach einem Separatfrieden durch die Operation Sunrise erörtert hatte. Schuster versteckte Dollmann in einer Nervenheilanstalt in Laveno-Mombello. Dollmann bildete die Vorlage für die Figur des Capitan Bergmann im Film Rom, offene Stadt von Roberto Rossellini. 1946 kehrte Dollmann nach Rom zurück, wurde in einem Kino erkannt und von James Jesus Angleton nach Bern zu Allen Welsh Dulles begleitet. 1952 wurde Dollmann mit der Begründung, eine homosexuelle Beziehung zu einem Schweizer Beamten unterhalten zu haben, aus der Schweiz nach Italien ausgewiesen. Padre Parini half ihm beim Transfer nach Spanien, wo er im Waffenhandel von Otto Skorzeny in Donostia beschäftigt wurde.
Ein italienischer Nachrichtendienst stellte für Dollmann Reisedokumente aus, die ihm Carlo Rocchi, ein Vertrauensmann der CIA in Mailand, aushändigte. Mit diesen reiste Dollmann in die Bundesrepublik Deutschland ein. In der Bundesrepublik war Dollmann acht Wochen wegen Urkundenfälschung und Passvergehen in Haft.
Am 29. April 1969 unterschrieb Dollmann eine Verpflichtungserklärung als bezahlter Informant des BND. Er wurde vom BND bis zu seinem Tod unter V-55418 als nachrichtendienstliche Verbindungsperson geführt. Als Decknamen wählte er „Dr. Stephan Dorn“.
In München war er Hotelier der Pension Das Blaue Haus an der Rückseite der Münchner Kammerspiele.
Er übersetzte die Synchronisationsvorlage von Das süße Leben von Federico Fellini.
Als sein Testamentsvollstrecker waltete Gianfranco Bianchi.